# Jean-Louis Remilleux
Jean-Louis Remilleux est un producteur de télévision français, né le 2 avril 1959 à Lyon.

## Biographie
Dans les années 1960, ses parents tiennent un café sur le cours Docteur-Long, dans le quartier de Montchat à Lyon. Il débute au Journal Rhône-Alpes, à un très jeune âge, y livrant une rubrique animalière. Il devient correspondant du Quotidien de Paris et manifeste, dès cette époque, une fascination pour les célébrités.
Il a aussi été journaliste au Figaro Magazine.
Il a notamment produit les émissions Célébrités, Sagas, 20 h 10 pétantes, Va savoir avec Gérard Klein, et les émissions avec Jean-Edern Hallier ou encore Brigitte Bardot. Il a écrit plusieurs livres de conversations avec Michel Serrault, Michel Jobert, Jacques Vergès et Mobutu Sese Seko (Dignité pour l'Afrique).
En 1999, il a acquis des héritiers de Charles de Beistegui le domaine de Groussay à Montfort-l'Amaury (Yvelines), qu'il a remeublé après la vente aux enchères publiques de son contenu (2000 lots), et ouvert au public en 2000. Il n'en est depuis plus le propriétaire.
De 2001 à 2004, il a été le président de la chaîne Match TV, lancée puis fermée par le groupe Lagardère.
De 2005 à février 2012, Jean-Louis Remilleux est à la tête de la Société européenne de production, avec laquelle il a produit la série Vu du Ciel, une série documentaire sur le développement durable, présentée par Yann Arthus-Bertrand, ainsi que d'autres émissions culturelles telles qu'Un autre monde présentée par Stéphane Bern. Depuis février 2012, la Société européenne de production est présidée par Laurent Menec, J-L Remilleux étant président du conseil de surveillance.
En 2006, France 5 diffuse une série de cinq émissions produites par Jean-Louis Remilleux, Le Bal du siècle, consacrées à plusieurs mécènes et personnalités du monde artistique : Marie-Laure de Noailles, Peggy Guggenheim, Madeleine Castaing, le marquis de Cuevas, Charles de Beistegui, Francine Weisweiller, Alexis de Redé, Paul-Louis Weiller, Gérald Van der Kemp, etc.
Depuis 2007, il produit l'émission Secrets d'histoire, diffusée sur France 2 et présentée par Stéphane Bern. 
Le 29 mars 2007, Jean-Louis Remilleux a été condamné par le tribunal correctionnel de Nanterre à dix mois de prison avec sursis et 40 000 euros d'amende pour avoir donné des « rémunérations occultes » aux actrices Catherine Deneuve et Carole Bouquet en échange de leur participation à des émissions. Cette rémunération sans fiche de paie ni contrat de travail correspondait à du « travail dissimulé ». Bien que Jean-Louis Remilleux ait démenti et se soit estimé victime d'une « vengeance professionnelle » de la part d'Arnaud Lagardère dans le cadre de cette affaire, la société Angel Production (ex-JLR Productions, rebaptisée après son rachat par le Groupe Lagardère) a obtenu un euro pour le préjudice moral et le tribunal a également ordonné la publication du jugement dans l'hebdomadaire Paris Match.
Jean-Louis Remilleux a reçu deux Sept d'or pour l'émission Va Savoir avec Gérard Klein et a été fait chevalier de l'ordre national du Mérite. En novembre 2009, il a été suspendu pour quatre ans « de l'exercice des droits et prérogatives attachés » à cette décoration.
Il est passionné par le XVIIIe siècle et les demeures destinées à recevoir ses collections. En 2000, il achète le château de Groussay, dont il réalise la restauration. En 2011, il le vend et achète le château de Digoine, à Palinges en Saône-et-Loire, château du XVIIIe siècle ayant appartenu à la famille de Croix pendant plus d’un siècle. Il prévoit d'y vivre régulièrement, grâce à la proximité du TGV (1 h de Paris) et de Lyon (à moins de deux heures de route), où vivait à l’époque sa mère. Il entreprend une grosse campagne de restauration du château, qui est ouvert au public dès le printemps 2012. Il y réside et y travaille à l'année depuis le confinement de 2020.
Il est également propriétaire du palazzo Di Lorenzo del Castelluccio à Noto (Sicile), qu'il a acquis en 2012, restauré et remeublé de façon remarquable, et ouvert au public en 2018.
En 2014, la ministre française de la Culture Aurélie Filippetti lui confère le grade de chevalier de l'ordre des Arts et des Lettres.
En septembre 2015, il se sépare de sa collection de tableaux, de meubles et d'objets, dans une vente organisée par Christie's, afin de trouver les fonds pour restaurer le joli « théâtre de société » du château de Digoine, fréquenté par Sarah Bernhardt et Jacques Offenbach ainsi que les grandes écuries et dépendances du château : le produit total de la vente s'élève à  9,8 M€ frais compris.
En juin 2018, une soirée est organisée au château de Versailles afin de fêter les dix ans d'existence de l'émission Secrets d'histoire. Interviewé à cette occasion par le journal Le Parisien, Jean-Louis Remilleux se réjouit des bons scores obtenus régulièrement par l'émission : « Il y a dix ans, on nous disait qu'une émission d'Histoire, c'était bon pour les vieilles dames qui font du macramé en Bretagne du Sud. La chaîne ne croyait pas non plus en Stéphane. Et vous avez vu nos audiences ? ».

## Ouvrage
- Un Palais en Sicile, Albin Michel, 2020.
- Un Château en Bourgogne, Albin Michel, 2022.